# NGC 117
NGC 117은 고래자리 방향에 있는 렌즈형 은하이다.

## 같이 보기
- 신판일반목록 천체 목록